# Проспект Азовський
Азовський проспект — головна магістраль міста Бердянськ, основний адміністративний, торговий і культурний центр міста. Одна з найдовших вулиць міста. Починається з Мелітопольського шосе і закінчується Приморською площею. На перетині з Італійською вулицею починається пішохідна зона. До проспекту прилучаються: вулиця Шевченка, вулиця Грецька. Перетинають проспект Азовський: вулиця Консульська, вулиця Свободи, вулиця Італійська, проспект Перемоги, вулиця Земська, вулиця Лютеранська. Протяжність — 1,3 км.

## Історія
У першому плані, підготовленому міським архітектором Банболезі і затвердженому М. С. Воронцовим, вулиця значиться як Азовський проспект. У другому плані Бердянська, затвердженому 19 квітня 1862 року збереглася та ж назва. У 1866 році з ініціативи містян перші два квартали були перейменовані в Кобозєвську вулицю, на честь першого міського голови Кобозєва Миколи Степановича.
Незважаючи на відносну молодість Бердянська, історично сформована частина міста пережила три етапи забудови. Деякі перші будівлі дожили до XX століття, інші на рубежі століть були знесені, на їх місці споруджено нові. Але майже всі вони були зруйновані в роки німецько-радянської війни, коли відступаючі фашисти не залишили на проспекті жодного цілого будинку. Понад два десятиліття знадобилося, щоб підняти його з руїн.
Азовський проспект починався від Мелітопольського шосе і мав по середині широкий бульвар, який закінчувався біля ризниць (лавок для торгівлі м'ясом). З правого боку другого кварталу в 1846—1848 роках був побудований Вознесенський собор, зруйнований більшовиками в 30-ті роки XX століття. Саме тут, біля розташовувався центр дореволюційного Бердянська. Зараз, на його місці, на Троїцькій площі, стоїть збудований у 2006—2008 роках за проєктом архітектора Олександри Петрової Свято-Троїцький храм.
З 1885 року по 1919 рік, територію між вулицями Консульською і Свободи, займав Бердянський тюремний замок, тобто звичайна в'язниця. Установа знаходилася в будівлях бердянця італійського походження Миколи Деріо. Спочатку міська влада орендувала приміщення, а згодом викупила їх та модернізувала. В 1892 році, в стінах в'язниці була збудована Олександро-Невська церква. В жовтні 1919 року, після нападу військ Нестора Махна, тюремний замок було зруйновано. В 1920 році в'язницю було перенесено до кварталу між горою і Консульською вулицею і названо ДОПР — акронім з рос. «Дом общественно-принудительных работ». Він проіснував там до 1925 року. У 1943—1947 роках в будівлі колишньої в'язниці було створено фільтраційну в'язницю МДБ. У дворі будинку № 3 досі стоїть невелика двоповерхова будівля, в якій ймовірно жили робітники радянської в'язниці, у 80-х роках XX століття тут утворено зооклуб «Неон». Поруч з цією будівлею, ліворуч від проспекту, знаходилося селище робітників заводу Грівза, яке було знесено у 80-х роках XX століття.
Територію між Азовським проспектом, проспектом Праці, вулицею Італійською і вулицею Свободи займав міський ринок. Зараз там знаходиться Центральний ринок, але територію він має меншу: від вулиці Свободи до Троїцької площі. За ринком, стоїть скляна споруда Міського палацу культури ім. Т. Г. Шевченка на 1050 місць. Був прототипом палацу культури Авіаційного заводу в Києві.
Будинок № 14 було побудовано в 1905 році. До 1917 року на другому поверсі знаходився готель «Пальміра». В роки німецької окупації в цьому будинку на першому і другому поверсі розміщувалася їдальня. В радянські роки на першому поверсі знаходився продовольчий магазин «Під Азовом», а на другому, власне, сам ресторан «Азов». Будинок № 16 належав бердянському літописцю Василю Костянтиновичу Крижановському. По лівій стороні проспекту, на розі з вулицею Шевченка стоїть двоповерховий будинок № 21, який належав купцю Безсонову. Зараз там торговий центр. Далі, по цій же стороні, розташовуються двоповерхові будівлі, на перших поверхах яких до 1917 року знаходилися магазини, кустарні майстерні, постоялі двори, тут же знаходився і магазин торгівлі фарбами Фрідріха Гоха, і цукеркова фабрика І. Сігалова. В радянські часи тут знаходився гастроном. У будинку № 29 був готель «Москва».
6 грудня 1907 року на Азовському проспекті був встановлений пам'ятник імператору Олександру II, проіснував він трохи більше 10 років і був зруйнований в 1919 році, а постамент використали для пам'ятника Леніну. Навколо пам'ятника була також огорожа з ланцюгами і левиними головами — її потім використали для пам'ятника членам Першої Бердянської ради.
На місці сучасного кінотеатру "Космос, працював майстерний модельєр-швець італієць Пасквалле Порчеллі. У наступній будівлі № 37 яка належала болгарському купцеві Карастоянову, в одноповерховій будівлі знаходився готель «Марсель». У 1910 році, купивши особняк у Карастоянова, його власником став голова Союзу кредитних товариств Бердянського повіту Єфиму Архиповичу Іванченко. Новий власник зніс готель і збудував на його місці двоповерховий будинок кінотеатру «Гігант», а на даху другого поверху обладнав ресторан із зимовим садом. Під час громадянської війни будівля використовувалася під госпіталь. Саме в цьому кінотеатрі Нестор Махно скликав загальноміські збори і виступив з полум'яною промовою, сказавши: «Бийте червоних поки не побіліють, бийте білих поки не почервоніють!». У 1924 році в будівлі кінотеатру «Гігант» відкрився клуб «Металіст» ім. Калініна. У роки німецько-радянської війни будівля була спалена, проте бердянці зуміли відновити його практично в первозданному вигляді. Сьогодні там розташовано Центр культури і дозвілля «Софіт».
Будинок № 41, який у дореволюційні часи був готелем, належав купцеві Сумарокову. Під час революції тут розташовувався штаб 46-й запасного піхотного полку, який зіграв головну роль у розстрілі членів Першої Бердянської Ради. У післявоєнні роки будівлю було відбудовано і розташовано тут клуб Робітників рибної промисловості ім. Кірова. На розі Азовського проспекту і вулиці Лютеранської розташовувався будинок П. П. Чепракова. А тоді, на початку XX століття, тут красувався двоповерховий кам'яний будинок з широким балконом. На його огорожі був скручений з прутиків вензель з датою споруди — 1898 рік. Перший поверх у Чепракова орендував караїм Кефелі, який торгував бакалією. Пізніше в цій будівлі розміщувалася біржа праці, пізніше — макаронний і хлібозавод. В 1967 році хлібозавод було перенесено, а на його місці побудовано ресторан «Кристал». По правій стороні четвертого кварталу знаходився Гостинний ряд. В будинку № 43 у післявоєнні часи знаходилася міська бібліотека, згодом — магазин «Паляниця».
Весь наступний квартал Азовського проспекту займав рибний базар з рибними будками, тут було лише два великих рибних магазини Хайкіна і Об'єщенко. У 1922 році базар був зруйнований, а на його місці облаштували сквер, і стали іменувати його Парком піонерів, тому що недалеко розташовувалися навчальні заклади. У повоєнні роки на цьому місці був закладений сквер імені А. С. Пушкіна. За рибним базаром стояв будинок Полякова, а також будівля № 45, що належала Фрідріху Кошке, в якому розміщувалися готель «Континенталь» і кулінарні курси Снесаревської. У 60-ті роки XX століття будівлі було знищено і на місці цих двох найкрасивіших будівель була побудована загальноосвітня школа № 2.
Початковий господар будинку № 51, на розі з Грецькою вулицею, не відомий, а в середині ХХ століття тут розміщувався РАГС. Закінчуючись, Азовський проспект виходив на ризниці, місце де розташовувалися торгові лавки з продажу м'яса, збудовані по середині площі буквою «П» (нині Приморська площа). З лівого боку, на розі з вулицею Горького, знаходилися лазні П. П. Чепракова. Трохи пізніше він же обладнав на розі з вулицею Пушкіна теплі морські ванни. Але головним все-таки для Чепракова були платні лазні. Розміщувалися вони в одноповерховій цегляній будівлі. До війни тут успішно функціонував міський лікувальний центр, де застосовувалися методи грязелікування. Під час війни будівлю було знищено, а центр перенесено до санаторію «Бердянськ». У післявоєнні роки тут були міські лазні. Зараз на цьому місці житловий будинок з магазинами, кафе і барами. В будинку № 57 в радянські роки була аптека, де виготовляли і продавали ліки. Зараз тут розташований магазин «Еркер».
У 1999 році проведена реконструкція частини проспекту, що примикає до Приморської площі, після чого вона повністю була віддана пішоходам, її прикрасили сучасні магазини, бари, кафе, змінивши повністю вигляд проспекту. 18 лютого 2016 року на сесії міської ради депутати прийняли рішення «Про присвоєння назв вулицям, проїздам, площам, проспектам, скверам, бульварам в м. Бердянськ».

## Пам'ятники
- Пам'ятник «Бронзовий соняшник» — пам'ятник був відкритий в честь 50-річчя визволення міста від німецько-фашистських загарбників, а саме 17 вересня 1983 року. Напис говорить наступне: «За 710 днів окупації понад 6 тисяч жителів було вбито і закатовано. 20 тисяч викрадено на каторжні роботи. 80 % міста спалено. Промисловість знищена». Автором пам'ятника є Харечко Анатолій Мінович, скульптор величного пам'ятника «Батьківщина-мати» у Києві.
- Пам'ятник "Квітка дружби народів — в 2012 році — році 185-річчя міста, було встановлено «Квітку дружби народів» біля міського Палацу культури, що символізує дружбу народів. Вважається, що в Бердянську мешкає понад 30 національностей: українці, болгари, німці, греки, поляки, євреї, караїми та багато інших. Композиція являє собою вазу, в якій зібрані квіти всього світу, яку обвиває кована стрічка з написами «дружба» на мовах усіх національностей, які проживають в Бердянську.
- Пам'ятник графу Воронцову — встановлено в 2010 році на честь 183-ї річниці від дня заснування Бердянська. Михайло Семенович Воронцов (1782-1856) — російський державний діяч. Сприяв господарському розвитку краю, будівництву Одеси, Бердянська та інших міст.
- Пам'ятник курортникам — встановлено в 2011 році. Його автором є скульптор В. Є. Белтадзе. Монумент, присвячений туристам, має вигляд нагромадження кам'яних валіз (при цьому самі плити, за задумом автора, залишилися майже необробленими), поруч з якими можна виявити інші не менш важливі в поїздках на курорт предмети — ласти, парасольку, кепку, — виконані з металу.
- Пам'ятник «Щасливе дитинство» — встановлено 1 червня 2008 року в день відкриття курортного сезону і в День захисту дітей. Триколісний бронзовий велосипед заввишки 1 метр.
- Пам'ятник капітану М. Д. Критському — скульптура створена бердянським скульптором А. М. Харечко. Раніше вона прикрашала територію одного з місцевих санаторіїв. Капітан другого рангу М. Д. Критський восени 1824 року, досліджуючи Бердянську косу в Азовському морі, детально її описав і прийшов до висновку про доцільність будівництва на ній порту і міста. Так було покладено початок заснуванню міста Бердянська.
- Пам'ятник загинувшим членам Першої Бердянської Ради — скульптор: Б. Никончук. Архітектори: Е. Юрчук, О. Стукалов, В. Лихолат. Відкрито: 1 червня1980 року.
- Альтанка щастя — альтанка для молодят з висячими замками на щастя і лелеками на даху.
- Пам'ятник «Бичок-годувальник» — присвячений головному видобутку місцевих рибальських промислів — азовському бичку. В основі монумента прикріплена табличка, яка говорить: «Бичкові-годувальнику».
- Пам'ятник «Герб Бердянська».
- Пам'ятник «Війна поруч».
- Пам'ятник А. С. Пушкіна.

## Об'єкти
- буд. 3 — Зооклуб «Неон»
- буд. 5 — Відділення банку «Ощадбанк»
- буд. 8 — Відділення банку «Приватбанк»
- буд. 9 — Корпус Бердянської загальноосвітньої школи № 9 (до 2015 року — Бердянська вечірня школа № 1)
- буд. 12 — Відділення банку «Сбербанк Росії»
- буд. 22 — Відділення банку «Ощадбанк»
- буд. 23 — Відділення банку «ПУМБ»
- буд. 31 — Відділення банку «А-банк»
- буд. 35А — Торговий центр «Delmar»
- буд. 35/2 — Кінотеатр «Космос»
- буд. 37 — Центр культури та дозвілля «Софіт»
- буд. 37/9 — Відділ надання адміністративних послуг «Єдиний офіс»
- буд. 41 — Розважальний центр «Атлантіс»
- буд. 45/2 — Бердянська загальноосвітня школа І-ІІІ ступенів № 2

## Галерея

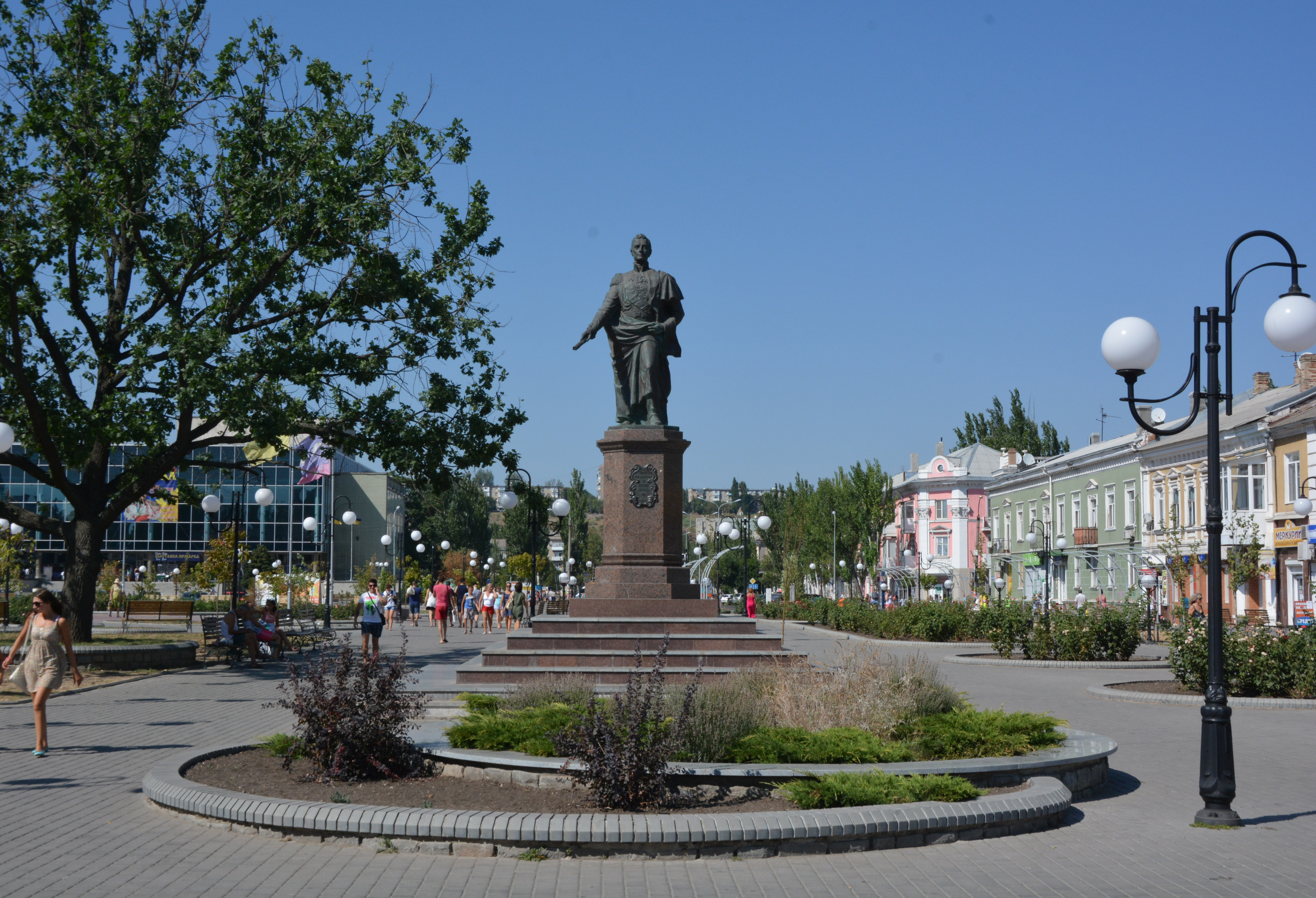
Пам'ятник графу Воронцову.
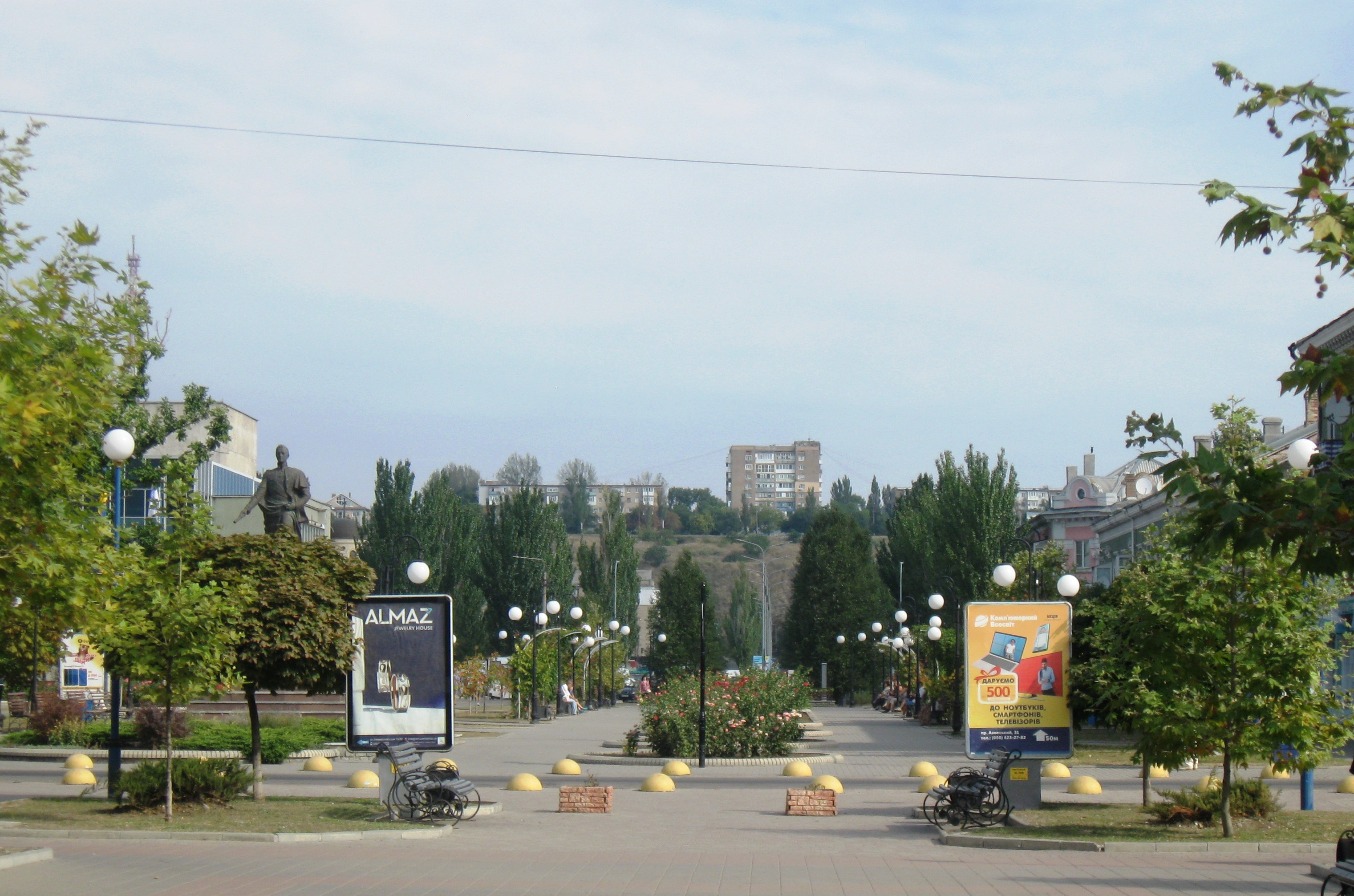
Пішохідна частина проспекту.
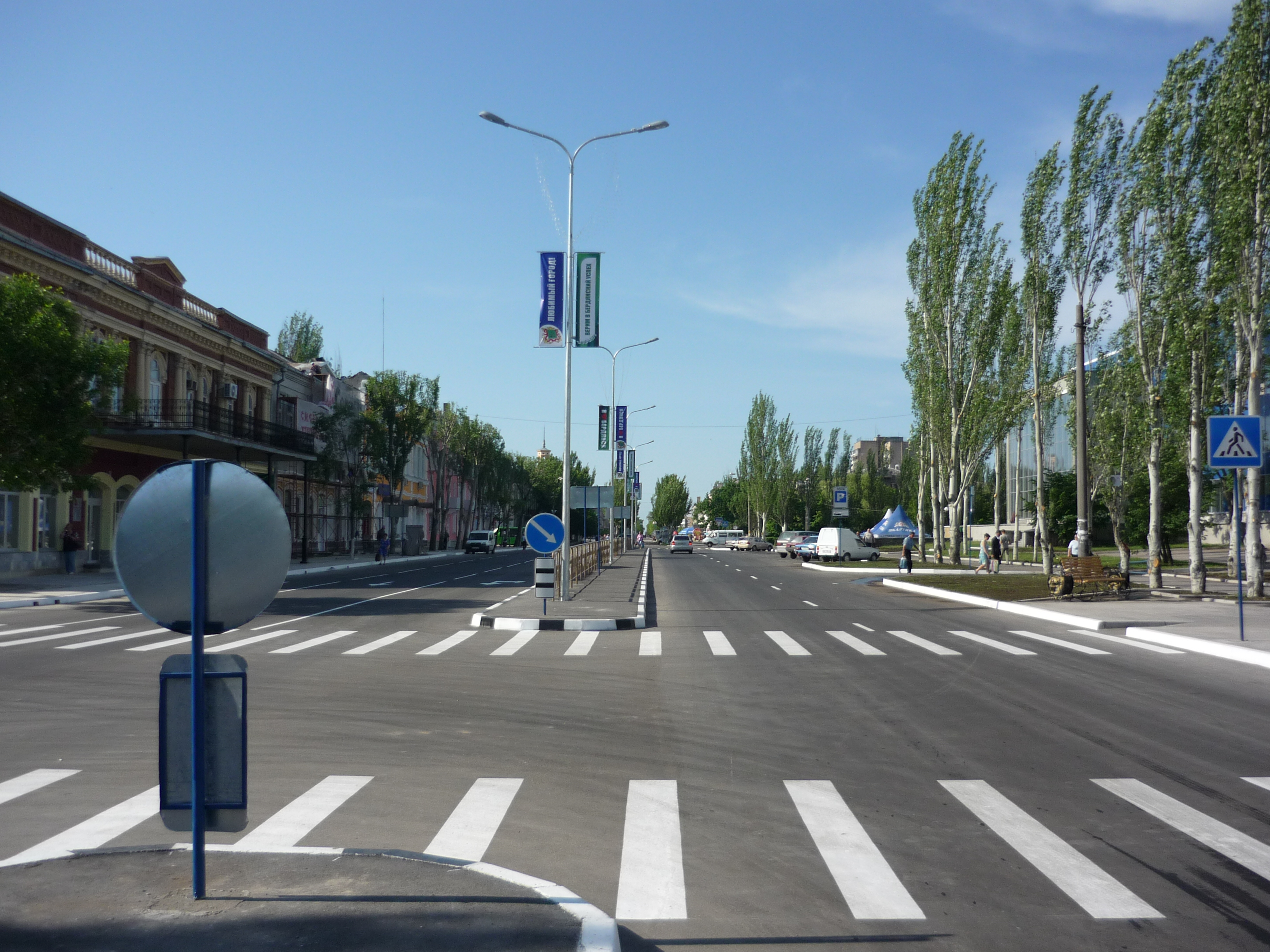
Автомобільна частина проспекту.
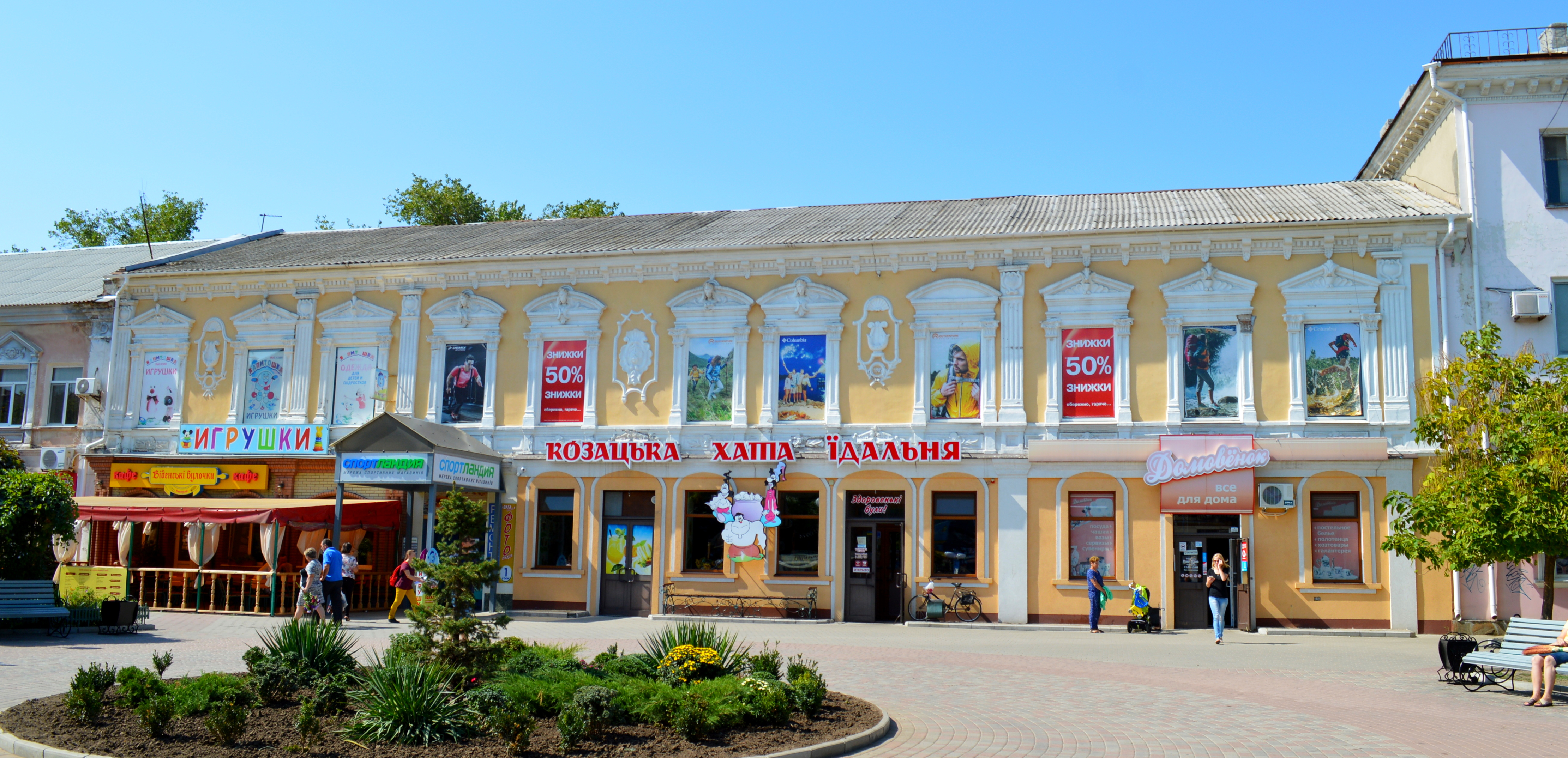
Готель "Пальміра". Зараз — їдальня та магазини. (кін. XIX ст.)
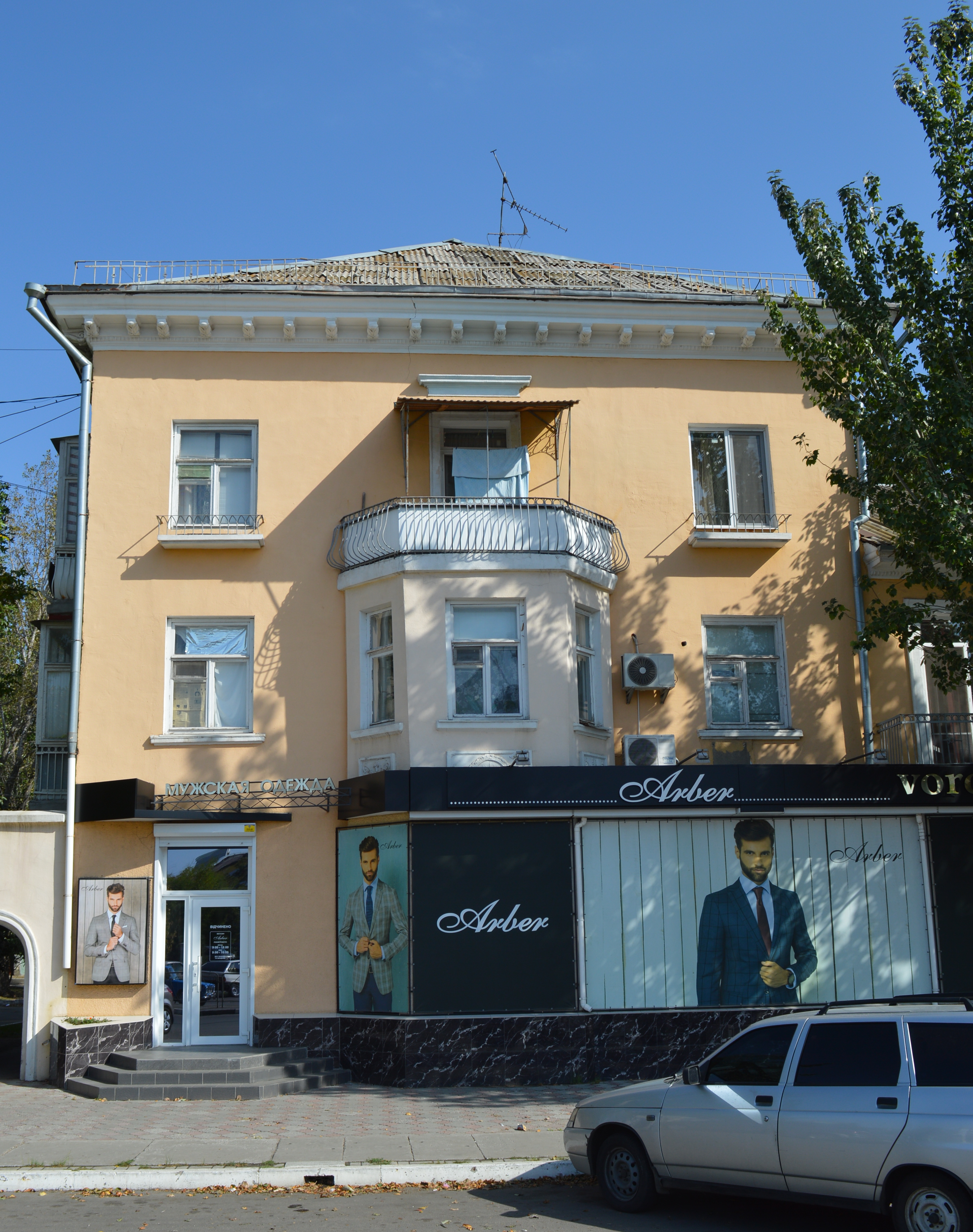
Житловий будинок № 21 купця Безсонова. Зараз — магазини. (кін. XIX ст.)
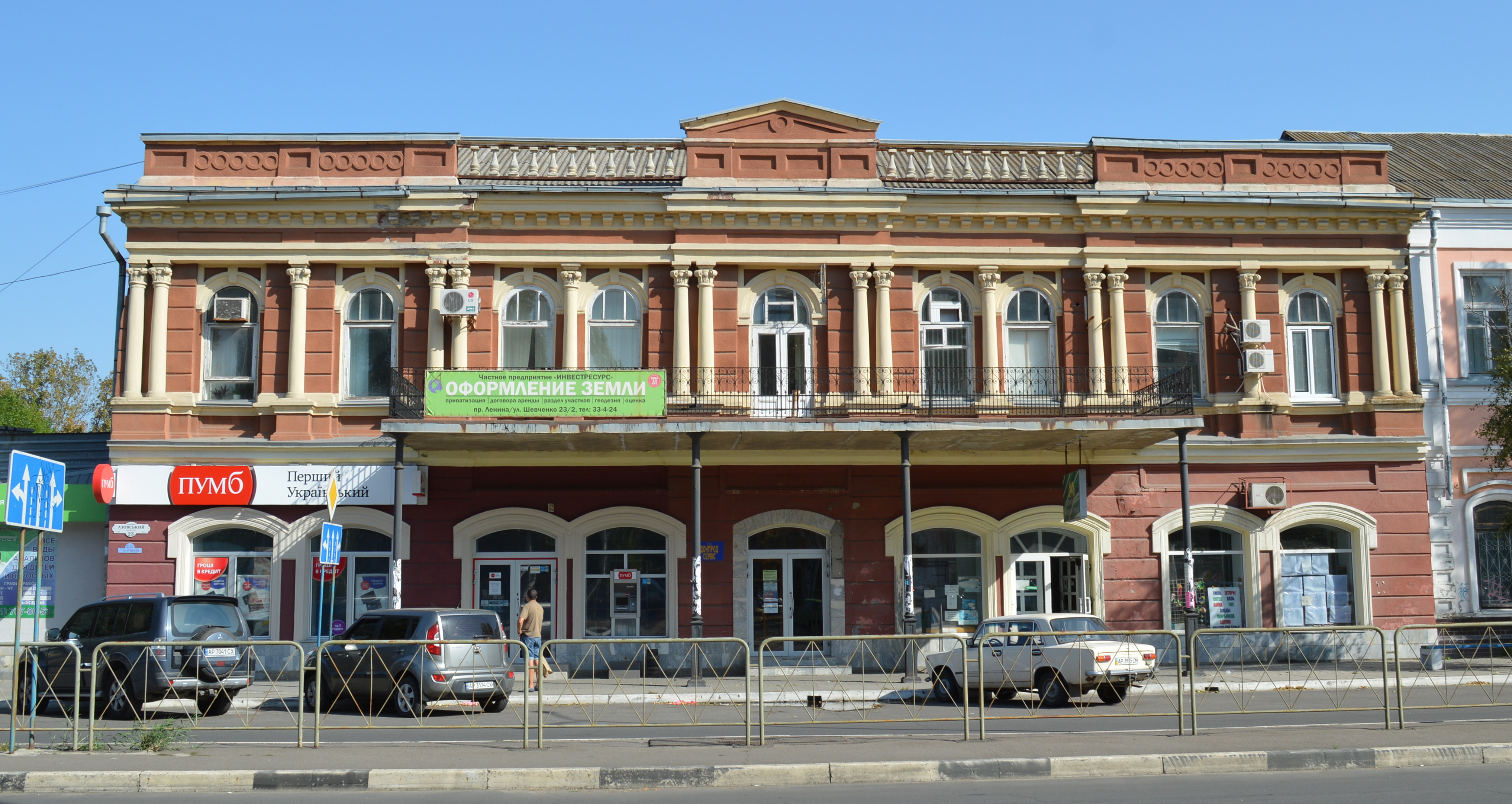
Будинок № 23. Раніше — Торговий будинок. Зараз — банк і магазини. (кін. XIX ст.)
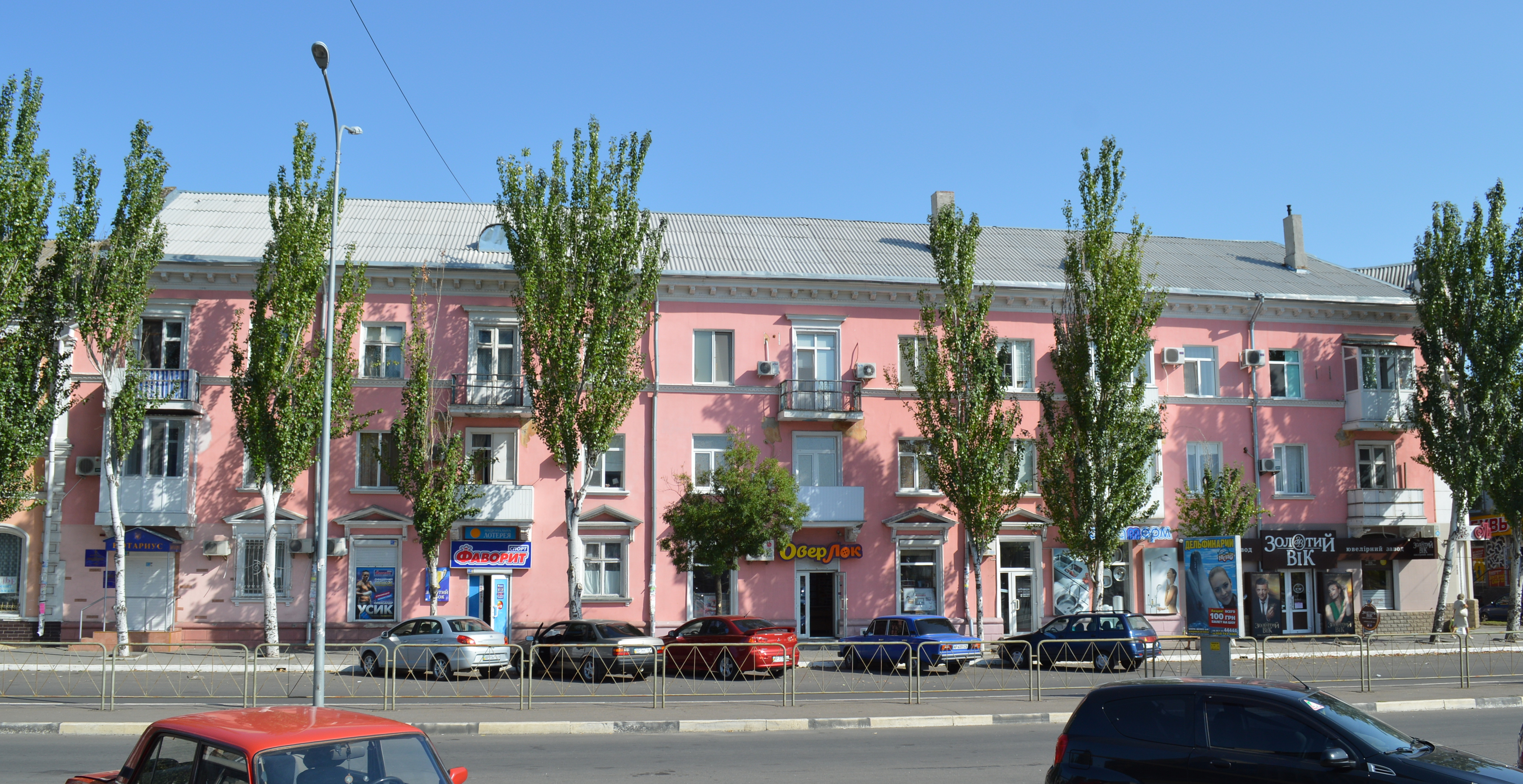
Житловий будинок № 27. (кін. XIX ст.)
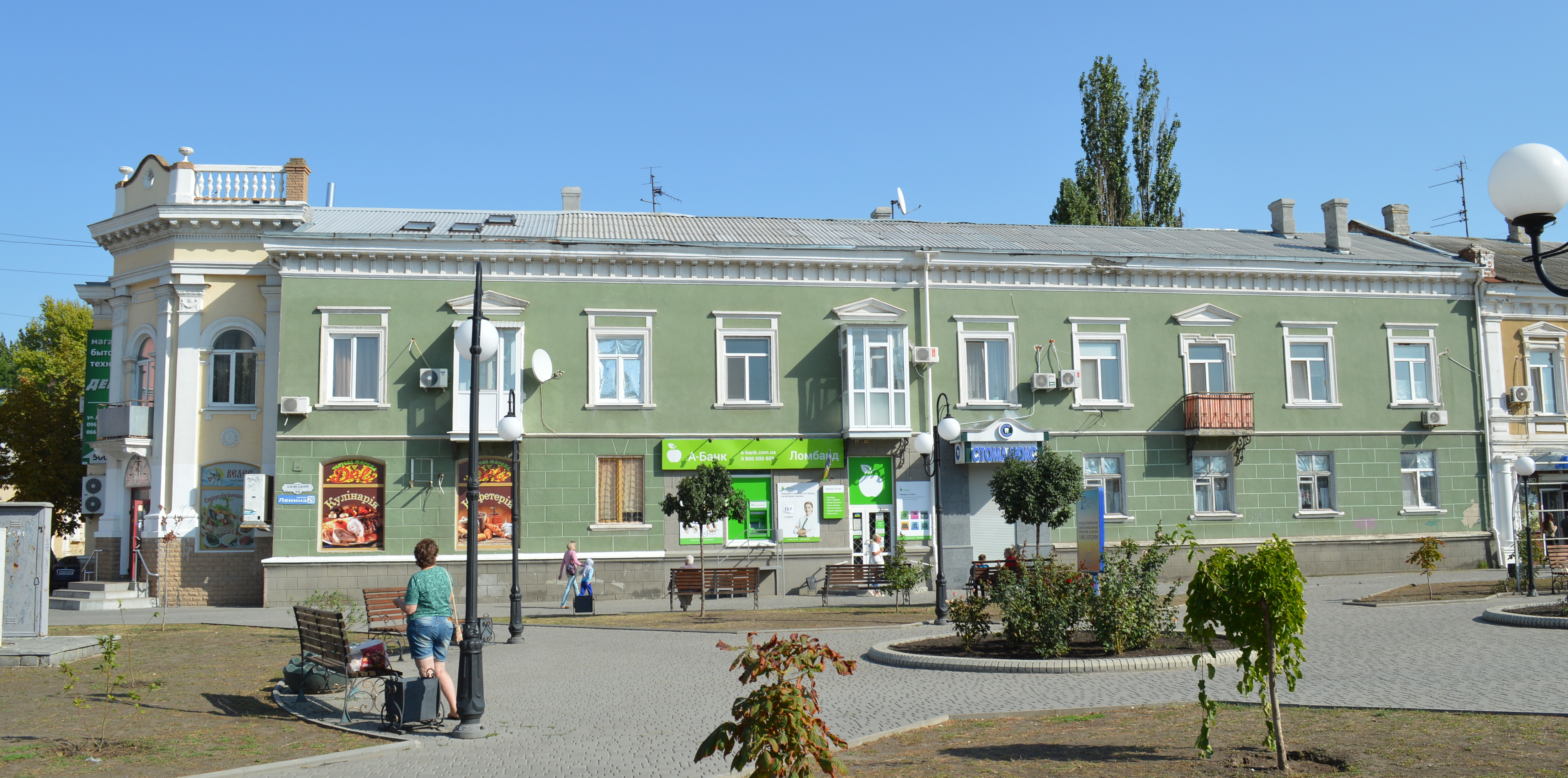
Будинок № 29. Раніше — готель "Москва". Зараз — банк і магазини. (сер. XX ст.)
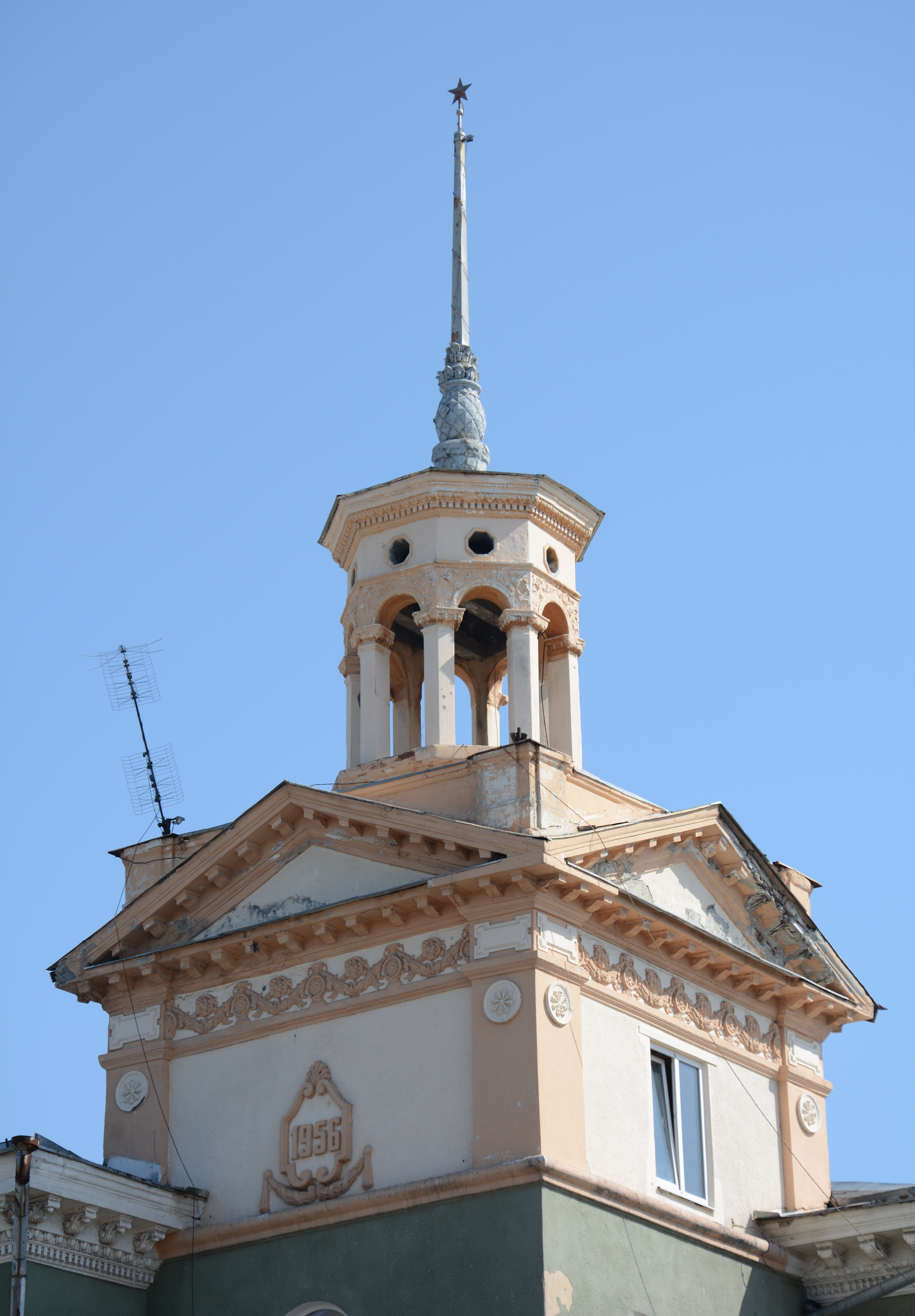
Житловий будинок № 33. (сер. XX ст)
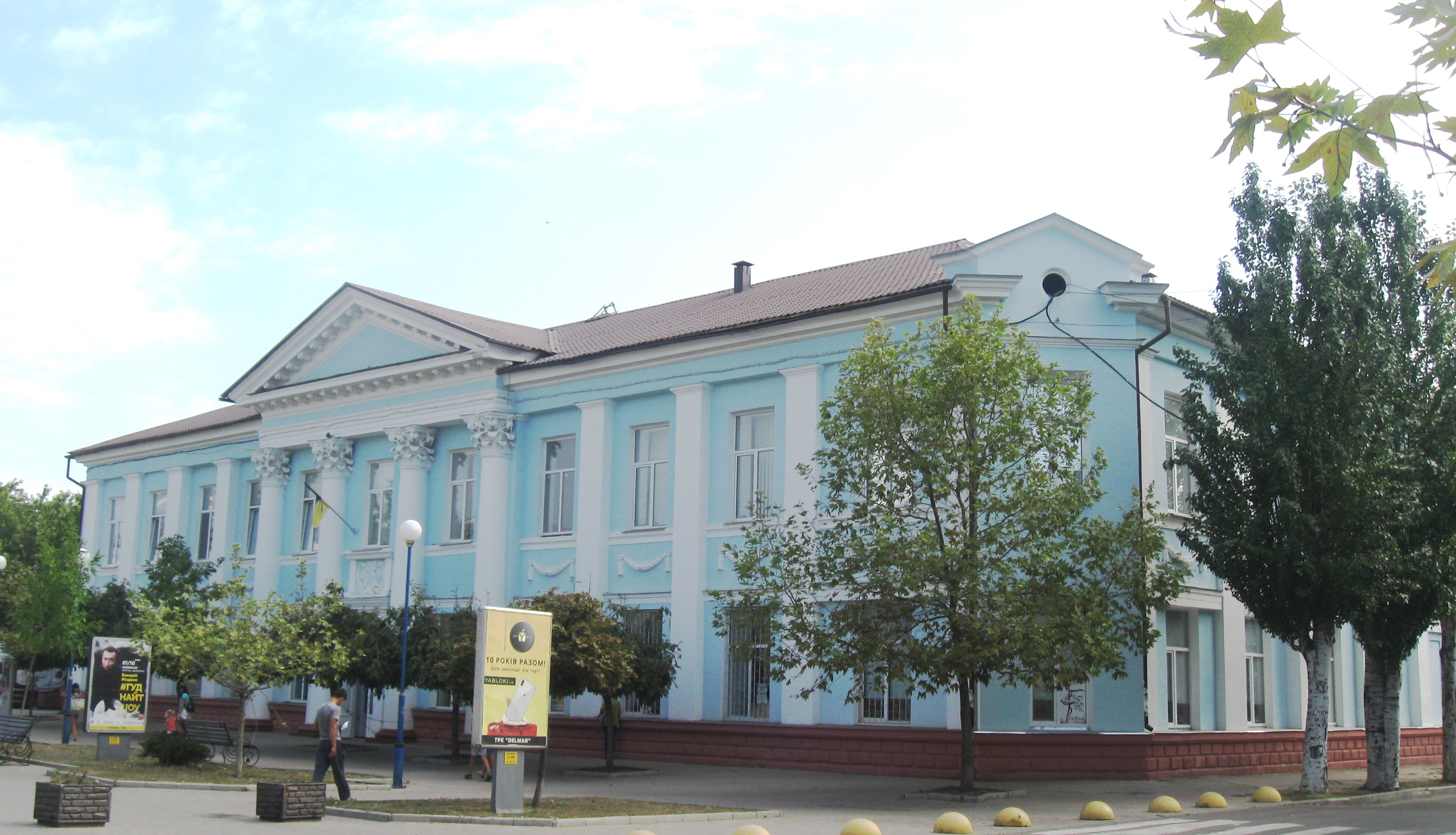
Кінотеатр "Гігант". Зараз — Центр культури і дозвілля "Софіт". (сер. XX ст.)
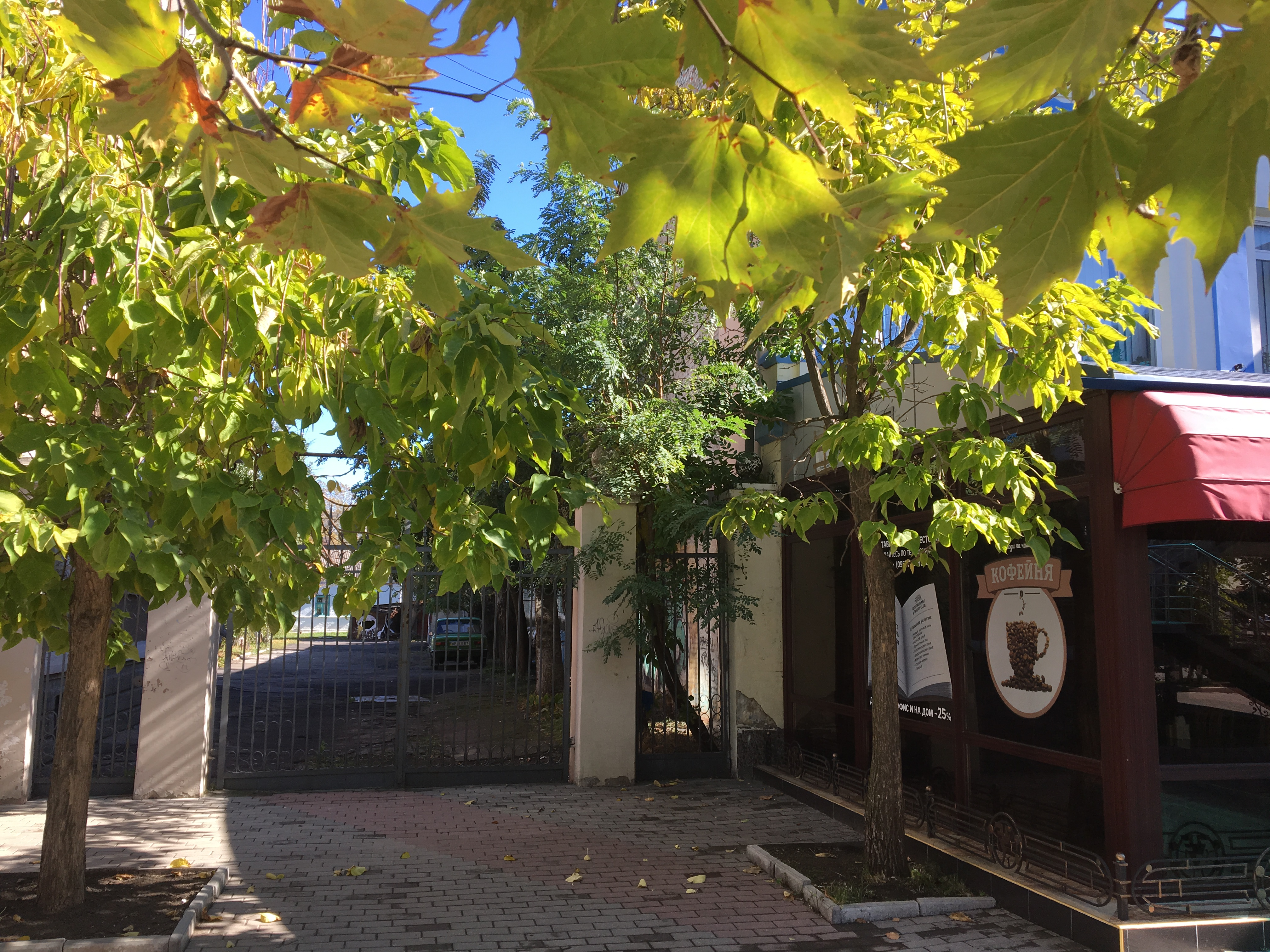
Заїзд. (кін. XIX ст.)